# Hakmana, Matara
Hakmana (හක්මණ) é uma cidade no distrito de Matara, província do sul do Sri Lanka . 

Código Postal Hakmana: 81300